# Роджерс, Карл Рэнсом
Карл Рэ́нсом Ро́джерс (англ. Carl Ransom Rogers; 8 января 1902 — 4 февраля 1987) — американский психолог, один из создателей и лидеров гуманистической психологии (наряду с Абрахамом Маслоу). Фундаментальным компонентом структуры личности Роджерс считал «я-концепцию», формирующуюся в процессе взаимодействия субъекта с окружающей социальной средой и являющуюся интегральным механизмом саморегуляции его (субъекта) поведения. Роджерс внёс большой вклад в создание недирективной психотерапии, которую он называл «личностно-ориентированной психотерапией» (англ. person-centered psychotherapy). Президент Американской психологической ассоциации в 1947 году.
Роджерс считал свой метод универсальным, то есть, применимым и эффективным в работе с самыми разными типами клиентов — как для групп (учебных классов, трудовых коллективов), так и для индивидуальной работы (школьников, родителей, ветеранов), для людей разных культур, видов деятельности, религиозных взглядов. В частности, метод применим для разрешения конфликтов — как внутриличностных, так и межличностных и межгрупповых. Клиент-центрированная терапия Роджерса способна решать широкий диапазон практических задач, с которыми сталкиваются клиенты: профессиональные проблемы, проблемы в супружеских отношениях, психосоматические расстройства и т. д. В течение последних лет терапевты наблюдали за тем, как успешно проходит с отдельными клиентами, с всё «более и более глубокой продолжительностью, всё глубже затрагивая и преобразуя саму организацию личности». Возвращаясь к статистике, можно добавить приведённые автором данные: «если десять лет назад консультант, использующий недирективный подход, в среднем проводил с каждым клиентом 5-6 обследований (очень редко 15), то сегодня, благодаря клиентцентрированному подходу — 15-20 собеседований (изредка цифра доходит до 100)». Произошло это, по мнению Роджерса, благодаря возросшему мастерству консультанта.
Карл Роджерс особо подчёркивал эффективность клиентцентрированной терапии в игровом взаимодействии с проблемными детьми. В работе по данной области, согласно позиции автора, вербальная коммуникация нередко сведена к минимуму, а в некоторых случаях, мы наблюдаем даже полное её отсутствие. Самым же важным моментом здесь является групповая терапия (кстати она даёт хороший эффект не только при работе с проблемными детьми, но и со взрослыми). Эффект её заключается в наблюдении за действиями партнёра как за наглядным близким примером.

## Биография
Карл Рэнсом Роджерс (Carl Ransom Rogers) родился в Ок-парке (предместье Чикаго), штат Иллинойс, в 1902 году. Он был четвёртым из шести детей, пять из которых были мальчиками. Его отец был инженером и подрядчиком, добившимся определённого финансового успеха, потому в ранние годы жизни Роджерса в экономическом отношении семья была благополучной. Когда ему исполнилось 12 лет, семья переехала на ферму на западе от Чикаго, и в этой сельской местности он провёл юношеские годы. Члены семьи были уверенными в себе, хотя неявно зависели друг от друга, но не производили впечатления действительно радостных и довольных собой и друг другом людей. Роджерс вспоминал, что его отрочество проходило в строгой и бескомпромиссной религиозной и нравственной атмосфере (Rogers, 1973). Он описывал своих родителей как людей чувствительных и любящих, но, тем не менее, искренне и догматично приверженных фундаменталистским религиозным взглядам.
Не имея близких друзей вне семьи, Роджерс проводил много времени в одиночестве, с удовольствием читая книги о приключениях. Фактически он читал всё, что попадётся под руку, включая словарь и энциклопедию. В школьные годы Роджерс тоже жил в социальной изоляции и одиночестве. Он посещал три разные школы, каждую не более двух лет, тратя много времени на дорогу, так что ему никогда не удавалось участвовать вместе с другими школьниками во внеклассной деятельности. Однако Роджерс учился отлично. Почти по всем предметам у него были высшие оценки, особенно он отличался в английском языке и в естественных науках. Летние каникулы он проводил на ферме, работая там до изнеможения.
В юношестве Роджерс проявил страстный интерес к природе и занял научную позицию в занятиях сельским хозяйством, делая подробные записи своих наблюдений за растениями и животными. Он собирал и выращивал определённый вид ночных бабочек и прочитал о них всё, что мог найти. Он также читал книги по сельскому хозяйству, которые приносил отец, и о применяемых в этой области научных методах.
После окончания школы Роджерс намеревался стать фермером. В 1919 году он поступил в Висконсинский университет, семейную alma mater, и в качестве предмета изучения выбрал научное земледелие. Однако на втором курсе он активно занялся религиозной деятельностью и посещал студенческую религиозную конференцию, имевшую своим лозунгом: «Наставляйте в христианской вере мир нашего поколения». В результате он решил готовиться к пасторской деятельности. В следующем, 1922 году произошло событие, которое перевернуло его жизнь. В числе десяти американских студентов колледжа он был избран для поездки на конференцию Всемирной студенческой христианской федерации в Пекине. Он провёл более шести месяцев за рубежом, где наблюдал религиозные и культурные отношения, совершенно отличные от тех, к которым он привык. Жизнь на Востоке не только сделала его взгляды на жизнь более либеральными, но и заставила усомниться в божественности Иисуса. Эта поездка также сделала Роджерса независимым от интеллектуальных и религиозных уз родителей. После путешествия на Восток Роджерс возвратился в Висконсин и получил степень бакалавра по истории в 1924 г. Он прошёл только один курс по психологии — заочно!
После окончания университета Роджерс женился на Хелен Элиот, соученице по Висконсину, с которой он был знаком с детства. Тем же летом новобрачные отправились в Нью-Йорк на автомобиле «Форд-Т» в либеральную Объединённую теологическую семинарию. Роджерс нашёл жизнь в Нью-Йорке возбуждающей и волнующей: «Я приобрёл друзей, нашёл новые идеи и совершенно влюбился в жизнь» (Rogers, 1967, р. 353). В Объединённой семинарии Роджерс впервые осознал, что пастыри и профессионалы в области психического здоровья имеют общую цель — помогать обездоленным людям. Однако постепенно он освободился от чар академического курса по религии — разочарование, подкреплённое растущим скептицизмом по поводу схоластических установок религиозной работы. В конце второго года учёбы он сменил семинарию на Учительский колледж Колумбийского университета, чтобы получить образование в области клинической и педагогической психологии. Роджерс получил степень магистра в 1928 году и степень доктора клинической психологии в 1931 году.
В 1931 году Роджерс занял должность психолога в Отделении исследования детей Общества по предотвращению жестокости к детям в Рочестере, Нью-Йорк. В течение следующего десятилетия Роджерс активно занимался работой с делинквентными и неблагополучными детьми. Он также играл важную роль в создании Рочестерского центра направляющей помощи и был его директором, несмотря на уверенность, что организацию должен возглавлять психиатр. После опубликования очень успешной работы под названием «Клиническое лечение проблемного ребёнка» в 1939 году Роджерсу предложили работать на кафедре психологии Университета штата Огайо в качестве профессора. В 1940 году Роджерс вернулся в Колумбийский университет, чтобы начать новую карьеру. Переход в академическую среду принёс Роджерсу широкое признание в области зарождающейся клинической психологии. Он привлёк много талантливых аспирантов и начал публиковать многочисленные статьи, подробно излагая свои взгляды на психотерапию и её эмпирическое исследование. Эти идеи были выдвинуты в его книге «Консультирование и психотерапия», опубликованной в 1942 году.
В 1945 году Роджерс перешёл в Чикагский университет, где занял должность профессора психологии и директора университетского консультативного центра. Это положение давало ему возможность основать консультативный центр для студентов старших курсов, где профессиональный персонал и аспиранты работали на равных. Самыми продуктивными и творческими были для него 1945—1957 годы, проведённые в Чикаго. В этот период он завершил свою главную работу «Центрированная на клиенте терапия: её современная практика, значение и теория» (1951) — книгу, разрабатывающую теорию, лежащую в основе его подхода к межличностным отношениям и изменению личности. Он также провёл несколько исследований процесса и результатов психотерапии. Это был период личных неудач. Консультируя очень тяжёлую пациентку, Роджерс был поглощён её патологией. Будучи почти на грани срыва, он буквально бежал из консультативного центра, взял трёхмесячный отпуск и вернулся для терапии, которую проводил с ним один из его бывших студентов. Позже он вспоминал: «Я часто был благодарен, что к тому времени, когда мне нужна была помощь, я подготовил психотерапевтов, которые вели свои собственные дела, не зависели от меня и даже были способны предложить мне помощь, в которой я нуждался» (Rogers, 1967, р. 367).
В 1954 году Карл Роджерс совместно с Розалинд Даймонд публикуют разработанный ими опросник социально-психологической адаптации — инструмент, впоследствии названный в их честь и получивший широкое распространение.
В 1957 году Роджерс вернулся в Висконсинский университет, где вёл работу в отделениях психологии и психиатрии. Впоследствии он начал интенсивную программу исследований, используя психотерапию для лечения больных шизофренией в Государственном психиатрическом госпитале. К сожалению, эта исследовательская программа столкнулась с некоторыми проблемами и оказалась не столь успешной, как ожидал Роджерс. Некоторые члены коллектива были против терапевтического подхода Роджерса, данные таинственным образом исчезали, и оказалось, что у больных шизофренией, которых лечили по этой программе, были лишь самые незначительные улучшения по сравнению с пациентами, которых лечили привычным образом.
В 1964 году Роджерс уволился из университета и стал сотрудником Западного института бихевиоральных наук в Ла-Джолле, штат Калифорния — благотворительной организации, занимающейся гуманистически ориентированными исследованиями по межличностным отношениям. Четыре года спустя он оставил это место и занял пост в Центре по изучению человека, также расположенном в Ла-Джолле. Здесь он трудился до самой смерти, последовавшей от сердечного приступа во время операции на сломанном бедре (1987 год). В последние годы Роджерс ездил по всему миру с семинарами, на которых он демонстрировал психологам и другим работникам сферы психического здоровья, а также педагогам и политикам, как принципы клиент-центрированной терапии могут быть использованы для облегчения напряжения в мире и достижения мирного сосуществования. «Проблема предотвращения ядерной бойни — самая главная для моего ума, сердца и работы» (Rogers, 1984, р. 15).
Роджерс получил много наград за свой вклад в психологию и был активным членом многочисленных научных обществ. Его избирали президентом Американской психологической ассоциации в 1946—1947 годах, и в 1956 году он первым получил награду Американской психологической ассоциации за выдающийся вклад в науку. Он также получил награду Американской психологической ассоциации в 1972 году за выдающиеся профессиональные достижения. В обращении к съезду Американской психологической ассоциации в 1972 году он подытожил свой вклад в психологию, сказав: "Я выразил идею, для которой пришло время, как будто камень был брошен в воду и поднял рябь.

## Ключевые понятия
- Безусловное позитивное отношение (Unconditional positive regard). Забота о человеке, не требующая никаких личных наград, не являющаяся собственнической. Такое отношение создаёт условия для того, чтобы человек был тем, кем он является в действительности, независимо от его характера. Безусловное позитивное отношение отличается от позитивной оценки, сдерживающей поведение человека, когда он наказывается за одни действия и вознаграждается за другие.

- Значение личности (Personal power). Широко распространённое название личностно-центрированного подхода. Оно включает фокус силы принятия решений и контроля.
- Межличностное понимание (Interpersonal knowing). В роджерсианской психотерапии под этим понятием подразумевается практика эмпатического понимания. Цель его — понять опыт другого человека так, как он его сам переживает, соблюдение объективной корректности при этом не требуется.
- Неконгруэнтность (Incongruence). Нежелание или неспособность к точной коммуникации, неспособность к адекватному восприятию или и то, и другое. Несоответствие имеет место при различиях между опытом, коммуникацией и пониманием.
- Объективное понимание (Objective knowing). Понимание на социальном уровне. С его помощью в условиях объективной реальности проверяются гипотезы, спекуляции и предположения.
- Поле опыта (Field of experience). Уникальная для каждого человека субъективная реальность, содержащая события его жизни и доступная пониманию. Поле опыта может соответствовать или не соответствовать объективной реальности. Это личный отдельный внутренний мир человека, он субъективен, избирателен и несовершенен.
- Полноценно функционирующая личность (Fully functioning person). Человек, полностью осознающий своё реальное «я». Такой человек характеризуется следующими чертами: он открыт опыту, живёт настоящим, доверяет своим интуитивным суждениям и внутренним импульсам. Уверенность человека в способности принимать решения относится ко всей личности в целом, а не только к «интеллекту».
- Группы встреч или Инкаунтер-группы (Process of encounter). В группах, которыми Роджерс руководил или где он выступал наблюдателем, применялась следующая последовательность действий. Группа начинает с топтания на месте, проявляет начальное сопротивление исследованию личности и выражению чувств. Люди обмениваются своими чувствами относительно прошлого. Сначала чаще всего выражаются негативные чувства. Если группе удаётся сохранить единство, становится явной личностно-значимая информация. Непосредственно выражаются как позитивные, так и негативные чувства. По мере того как люди проявляют всё больше эмоций и реагируют на них, в группе развивается исцеляющая способность. В результате обратной связи с группой и её одобрения люди принимают и одобряют самих себя.
- Конгруэнтность (Congruence). Состояние гармонии между коммуникацией, опытом и пониманием. Если то, что человек выражает (коммуникация), то, что происходит (опыт), и то, на что человек обращает внимание (осознание), почти совпадают, следовательно, такой человек обладает высокой степенью соответствия.
- Субъективное понимание (Subjective knowing). Понимание того, ненавидит ли человек, любит, получает удовольствие или презирает другого человека, событие или собственный опыт. Подобное понимание может быть усовершенствовано с помощью осознания своих внутренних физических ощущений. Это способность понимать происходящее в той мере, чтобы действовать, опираясь на намёки, следовать интуиции, не используя очевидных доказательств.
- Тенденция к самоактуализации (Self-actualizing tendency). Часть процесса, характерного для всех живых существ. У человека она выражается в стремлении активизировать и использовать все способности организма. Самоактуализация — единственный мотив, постулированный в системе Роджерса.
- Требование признания заслуг (Condition of worth). Тип поведения и аттитюдов, отрицающих какой-то аспект «я». Человек считает данное требование необходимым, чтобы завоевать любовь и приобрести ощущение собственной ценности. Такая ограниченность мешает свободному поведению человека, препятствует его зрелости и полноценному осознанию себя. Оно приводит к несоответствию и в конечном итоге к ригидности личности.
- Эмпатическое понимание (Empathic understanding). Способность точно воспринимать чувства других людей. Необходимый элемент в цикле «я»-коррекции и «я»-развития, который помогает людям преодолеть внутренние барьеры и облегчить их психологический рост.
- «Я»-идеальное (Ideal self). Оптимальная «я»-концепция человека. Как и само «я», она постоянно изменяется. Она может служить идеалом, к которому человек стремится, но в то же время может препятствовать развитию, если сильно отличается от актуальных ценностей и реального поведения.

## Цитаты
- «…Человек принадлежит к определённому виду и имеет видовые характеристики. Одна из них, я считаю, заключается в том, что он неизлечимо социален; он имеет глубокую потребность во взаимоотношениях».
- «Многочисленные проблемы возникают, когда мы пытаемся оправдать ожидания других, вместо того, чтобы определить наши собственные».
- «Каждый из нас состоит из двух отдельных частей, отчаянно пытающихся соединиться в одно интегрированное целое, в котором различия между душой и телом, чувствами и интеллектом были бы стёрты».
- «Люди, не верящие в человеческую доброту, редко сталкиваются с её проявлениями».
- «С чего Вы взяли, что Вас кто-то должен любить? Где это написано?!»
- «Ошибки могут быть и в теориях авторитетов».
- «Мне мало симпатична довольно распространённая концепция о том, что человек в основе своей иррационален, а следовательно, если его импульсы не контролировать, они могут привести к разрушению его внутреннего Я и причинить вред окружающим. Поведение человека отличается абсолютной рациональностью: он двигается к целям, которых старается достичь, по хитроумной и упорядоченной системе. Трагедия для большинства из нас заключается в том, что защиты, которые мы сами себе выстраиваем, не дают нам осознать эту рациональность, из-за чего мы думаем, будто двигаемся в одну сторону, а на самом деле двигаемся в другую».